# Villel
Villel és un municipi de la província de Terol, situat a la comarca de la Comunitat de Terol i que des de l'edat mitjana fou seu d'una comanda de l'orde de Sant Joan de Jerusalem enquadrada a la Castellania d'Amposta.
Fou conquerit per Alfons el Cast el 1181. El 1363 fou presa per Pere el Cruel durant la guerra dels Dos Peres.
El 12 de novembre de 1810, durant la guerra del francès, el general Józef Chlopicki derrotà Pedro Villacampa en l'Acció de la Fuensanta al Santuari de la Fuensanta de Villel, amb la missió de facilitar les comunicacions del general Louis Gabriel Suchet en les operacions.